# Checoslováquia nos Jogos Olímpicos de Inverno de 1964
A Checoslováquia competiu nos Jogos Olímpicos de Inverno de 1964, realizados em Innsbruck, Áustria.